# Rave Un2 the Joy Fantastic
A Rave Un2 the Joy Fantastic az amerikai zenész, Prince huszonharmadik stúdióalbuma. 1999. november 9-én adta ki az NPG Records és az Arista Records, nem sokkal a The Vault: Old Friends 4 Sale (1999) megjelenése után. Az album vendégszerepel Gwen Stefani, Eve és Sheryl Crow. Az album stílusát tekintve főleg pop és R&B.
Az album 18. helyig jutott az Egyesült Államokban és Kanadában, amellyel az előadó legsikeresebb albuma lett 1996 óta. 1999 végére az album arany minősítést kapott az Amerikai Hanglemezgyártók Szövetségétől (RIAA). Az album egyetlen kislemeze a "The Greatest Romance Ever Sold" 63. helyig jutott a Billboard Hot 100-on. Még két kislemezt terveztek az albumról, amelyek végül nem jelentek meg ilyen formában, a "So Far, So Pleased" és a "Hot Wit' U".

## Háttér és kiadás
1988-ban kezdődtek meg az album munkálatai Rave Unto the Joy Fantastic címen, de a projektet félbehagyták. A dalok nagy része Price korábbi albumaira készültek, mint a Lovesexy (1988) és a Graffiti Bridge (1990). 1998 júniusában Prince újraindította a projektet és együttműködött többek közt Gwen Stefanival és Sheryl Crow-val. A felvételek Prince szülővárosában, Chanhassenben történtek a Paisley Park Studios-ban, illetve Kaliforniában. 1999 szeptemberében végeztek az utómunkálatokkal. Az album borítóján Prince egy kék műszőrméből készült kabátot visel, amit így magyarázott:
Ha ez a kabát igazi gyapjúból lett volna, hét bárány életébe került volna, akiknek így kezdődött volna élete... Hetekkel születésük után kilyukasztották volna a fülüket, levágták volna a farkukat és ha férfiak, akkor kasztrálva lettek volna, miközben teljesen önmaguknál vannak. A magás halandóság a normális: a bárányok 20-40%-a meghal mielőtt 8 hetesek lennének, minden évben 8 millió hal meg betegségekben.
A PETA, egy nonprofit állatvédő szervezet kiállt a zenész és döntése mellett, Alisa Mullins azt mondta, hogy: "Prince életműdíjat érdemel már csak az állatok iránt érzett empátiája miatt is." A Rave Un2 the Joy Fantastic 1999. november 2-án jelent meg az Egyesült Államokban. Néhány európai országban, mint Németországban és Spanyolországban az album november 11-én jelent meg. Az albumon a neve helyett a kiejthetetlen "Love Symbol" szerepelt, mint előadó. A CD verzión 16 dal szerepel, kettő extrával ("Segue III", "Prettyman"). Ez volt az első rádiókban is megjelenő albuma a Chaos and Disorder (1996) óta, amiről a következőt mondta: "Nagyon várom már, hogy újra halljam a dalaimat a radión. Rég volt már."

## Zene

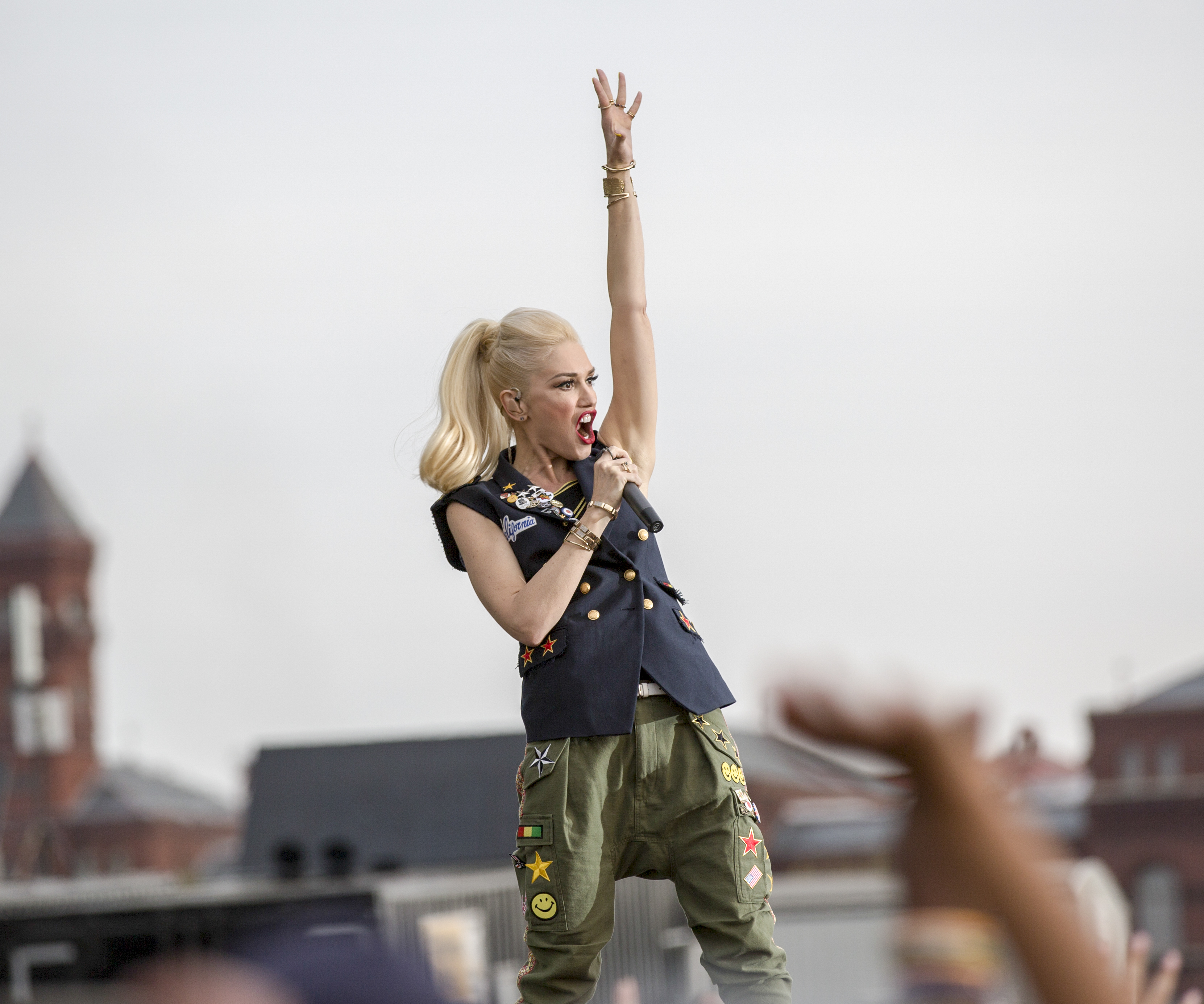
Gwen Stefani közreműködött az albumon, a "So Far, So Pleased" dalon

Zeneileg pop, R&B és soul album, a Rave Un2 the Joy Fantastic a korábbi két stílusirányzatra koncentrál a soulcentrikus The Vault: Old Friends 4 Sale után. Az albumnyitó dal Prince egyik legpopabb munkája. Az "Undisputed"-en rappel Chuck D. A "The Greatest Romance Ever Sold" egy visszatérésként akart szolgálni. A "Segue I" négy másodpercnyi csend, amelyet a "Hot Wit' U" követ, amelyen közreműködött vele Eve rapper.
A "So Far, So Pleased" az album hetedik dala, melyen énekel Gwen Stefani. A számot eredetileg kislemeznek szánták, de végül nem jelent meg ebben a formában. Az "Everyday Is a Winding Road" egy Sheryl Crow-feldolgozás. Ez után jön a "Segue II", amely ismételten rövid csend és a "Man'O'War" és a "Baby Knows" követi, utóbbin énekel és harmonikázik Sheryl Crow.
Az "I Love U, but I Don't Trust U Anymore"-on vendégszerepel Ani DiFranco rock énekesnő, aki akusztikus gitárt játszik a dalon. A "Silly Games"-en vonósokat játszik a The NPG Orchestra. Az album utolsó dala, a "Wherever U Go, Whatever U Do" egy ballada a "So Far, So Pleased"-hez hasonlóan. Az album eredeti verzióján szerepel két extra szám, a "Segue III" és a "Prettyman", amely egy jazz dal, amelyben szaxofonon játszik Maceo Parker.

## Promóció
Korábbi albumaival ellentétben Prince nem az Egyesült Államokra koncentrált. Európában többször is fellépett televíziós műsorokban, hogy jobban eladhatóvá tegye magát. 1999. december 31-én Prince debütálta a Rave Un2 the Year 2000 műsort, amelyben fellépett többek között Rosie Gaines, Morris Day, Maceo Parker és Lenny Kravitz. 2001. április 29-én Prince kiadta az első remixalbumát Rave In2 the Joy Fantastic címmel. Az albumon szerepelt 13 dal a Rave Un2 the Joy Fantasticról, remixek és a "Beautiful Strange". Az albumot csak a hivatalos rajongói klubjának tagjai vehették meg. 2019-ben kiadtak egy posztumusz díszdobozt, amelyben szerepelt mindkét album és az Ultimate Rave című DVD, amelyen a Rave Un2 the Year 2000 szerepelt.

### Kislemezek
A "The Greatest Romance Ever Sold" volt az album első és egyetlen kislemeze, amely 1999. október 5-én jelent meg, egy hónappal az album előtt. 2000-ben még két kislemezt terveztek az albumról, amelyek végül nem jelentek meg ilyen formában, a "So Far, So Pleased" és a "Hot Wit' U". Mindkét dal kislemez verziója később megjelent a Rave In2 the Joy Fantastic album részeként.
Két promocionális kislemez jelent meg 1999 végén és 2000 elején, a "Baby Knows" és a "Man'O'War". A "Baby Knows"-on szerepel Sheryl Crow és csak Hollandiában jelent meg. A "Man'O'War" csak az Egyesült Államokban jelent meg CD-ként, amelyen a dal három verziója szerepelt, az albumon megjelenő, egy gitár-mentes és a "Call Out Research".

## Számlista
| 1.    | Rave Un2 the Joy Fantastic                               | 4:18 |
| 2.    | Undisputed (Chuck D-vel)                                 | 4:19 |
| 3.    | The Greatest Romance Ever Sold                           | 5:29 |
| 4.    | Segue                                                    | 0:04 |
| 5.    | Hot Wit U (Eve-vel)                                      | 5:11 |
| 6.    | Tangerine                                                | 1:30 |
| 7.    | So Far, So Pleased (Gwen Stefani-val)                    | 3:23 |
| 8.    | The Sun, the Moon and Stars                              | 5:15 |
| 9.    | Everyday Is a Winding Road                               | 6:12 |
| 10.   | Segue                                                    | 0:18 |
| 11.   | Man'O'War                                                | 5:14 |
| 12.   | Baby Knows (Sheryl Crow-val)                             | 3:18 |
| 13.   | 👁 Love U, but 👁 Don't Trust U Anymore (Ani DiFranco-val) | 3:33 |
| 14.   | Silly Game                                               | 3:29 |
| 15.   | Strange but True                                         | 4:12 |
| 16.   | Wherever U Go, Whatever U Do                             | 3:17 |
| 17.   | 1-800-Newfunk Ad (rejtett szám)                          | 0:43 |
| 18.   | Prettyman (rejtett szám)                                 | 4:23 |
| 73:50 |                                                          |      |

| Japanese Edition extrák | Japanese Edition extrák                                    | Japanese Edition extrák | Japanese Edition extrák | Japanese Edition extrák | Japanese Edition extrák | Japanese Edition extrák | Japanese Edition extrák | Japanese Edition extrák | Japanese Edition extrák |
|                         | Cím                                                        | Hossz                   |                         |                         |                         |                         |                         |                         |                         |
| ----------------------- | ---------------------------------------------------------- | ----------------------- | ----------------------- | ----------------------- | ----------------------- | ----------------------- | ----------------------- | ----------------------- | ----------------------- |
| 16.                     | Wherever U Go, Whatever U Do                               | 3:16                    |                         |                         |                         |                         |                         |                         |                         |
| 17.                     | The Greatest Romance Ever Sold (Adam & Eve remix; Eve-vel) | 5:32                    |                         |                         |                         |                         |                         |                         |                         |
| 18.                     | 1-800-Newfunk Ad (rejtett szám)                            | 0:43                    |                         |                         |                         |                         |                         |                         |                         |
| 19.                     | Prettyman (rejtett szám)                                   | 4:23                    |                         |                         |                         |                         |                         |                         |                         |
| 73:48                   |                                                            |                         |                         |                         |                         |                         |                         |                         |                         |

## Közreműködők
Az AllMusic adatai alapján.
- Prince – minden egyéb vokál és hangszer
- Mike Scott – gitár (3)
- Ani DiFranco – akusztikus gitár (13)
- Rhonda Smith – akusztikus basszus (6), basszusgitár (7)
- Kirk Johnson – dobok (7), ütőhangszerek (11)
- Michael B. – dobok (12)
- Kenni Holmen – szaxofon (5)
- Kathy Jensen – szaxofon (5)
- Maceo Parker – szaxofon (18)
- Steve Strand – trombita (5)
- Dave Jensen – trombita (5)
- Michael B. Nelson – harsona (5)
- Gwen Stefani – vokál (7)
- Sheryl Crow – vokál és harmonika (12)
- Marva King – háttérének (7)
- Larry Graham – háttérének (9)
- DuJuan Blackshire – háttérének (9)
- Johnnie Blackshire – háttérének (9)
- Kip Blackshire – vocoder (2, 9)
- Chuck D – rap (2)
- Eve – rap (5)
- Bros. Jules – scratches (2, 18)
- Clare Fischer – zenekar (8, 10, 14)

## Slágerlista
| Slágerlista (1999)                    | Legmagasabb pozíció |
| ------------------------------------- | ------------------- |
| Ausztrál Albumok (ARIA)               | 82                  |
| Osztrák Albumok (Ö3 Austria)          | 44                  |
| Belga Albumok (Ultratop Wallonia)     | 30                  |
| Canada Top Albums/CDs (RPM)           | 5                   |
| Holland Albumok (Album Top 100)       | 17                  |
| Francia Albumok (SNEP)                | 37                  |
| Német Albumok (Offizielle Top 100)    | 39                  |
| Norvég Albumok (VG-lista)             | 37                  |
| Svéd Albumok (Sverigetopplistan)      | 49                  |
| Svájci Albumok (Schweizer Hitparade)  | 19                  |
| UK Albums (OCC)                       | 145                 |
| US Billboard 200                      | 18                  |
| US Top R&B/Hip-Hop Albums (Billboard) | 8                   |

## Minősítések
| Régió                   | Minősítés | Példányszám |
| ----------------------- | --------- | ----------- |
| Egyesült Államok (RIAA) | Arany     | 500,000     |

## Kiadások
A Discogs adatai alapján.
| Region           | Date               | Formátum        | Kiadó               |
| ---------------- | ------------------ | --------------- | ------------------- |
| Egyesült Államok | 1999. november 9.  | Kazetta, CD, LP | NPG Records, Arista |
| Németország      | 1999. november 11. | Kazetta, CD, LP | NPG Records, Arista |
| Spanyolország    | 1999. november 11. | Kazetta, CD, LP | NPG Records, Arista |
| Franciaország    | 1999. november 15. | CD              | NPG Records, Arista |